# Concistori di papa Gregorio X

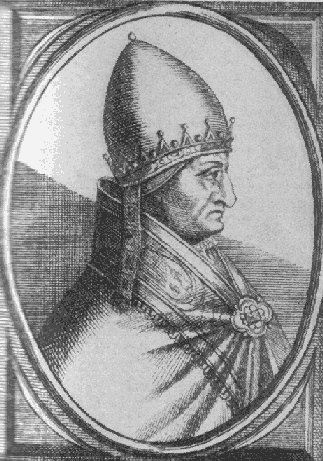
Papa Gregorio X

Questa voce raccoglie l'elenco completo dei concistori per la creazione di nuovi cardinali presieduti da papa Gregorio X, con l'indicazione di tutti i cardinali creati su cui si hanno informazioni documentarie (7 nuovi cardinali in 2 concistori). I nomi sono posti in ordine di creazione.

## 3 giugno 1273 (I)
- João Pedro de Julião, arcivescovo di Braga (Portogallo); creato cardinale vescovo di Frascati; poi eletto Papa Giovanni XXI l'8 settembre 1276 (morto nel maggio 1277)
- Vicedomino Vicedomini, arcivescovo di Aix-en-Provence (Francia); creato cardinale vescovo di Palestrina (fu forse eletto papa col nome di Gregorio XI il 5 settembre 1276, ma morì nella notte seguente senza essere stato proclamato; il suo nome non figura nella lista dei papi). Pierre Roger de Beaufort avrebbe assunto il nome pontificale di Gregorio XI nel 1370.
- Bonaventura da Bagnoregio, O.F.M., generale del suo Ordine; creato cardinale vescovo di Albano (morto nel luglio 1274) (canonizzato nel 1482, proclamato Dottore della Chiesa nel 1587, Doctor Seraphicus); la sua festa si celebra il 14 luglio
- Pietro di Tarantasia, O.P., arcivescovo di Lione (Francia); creato cardinale vescovo di Ostia e Velletri; poi eletto papa Innocenzo V, il 21 gennaio 1276 (morto nel giugno dello stesso anno); beatificato nel 1898
- Bertrand de Saint-Martin, O.S.B., arcivescovo di Arles (Francia); creato cardinale vescovo di Sabina (morto tra maggio e novembre 1277)

## 1275 (II)
- Giovanni Visconti, nipote di Sua Santità; creato cardinale vescovo di Sabina (morto nel 1278)
- Teobaldo da Ceccano, O.Cist., abate del monastero di Fossanova; creato cardinale presbitero (titolo ignoto) (morto nel 1279)

## Fonti
- (EN) Current and historical information about the Bishops and Dioceses of the Catholic Hierarchy around the world, su catholic-hierarchy.org.
- (EN) Salvador Miranda, Gregory X, su fiu.edu – The Cardinals of the Holy Roman Church, Florida International University. URL consultato il 27 luglio 2015.